# Psychotria cauligera
Psychotria cauligera är en måreväxtart som beskrevs av Charlotte M. Taylor. Psychotria cauligera ingår i släktet Psychotria och familjen måreväxter. Inga underarter finns listade i Catalogue of Life.